# آنیون

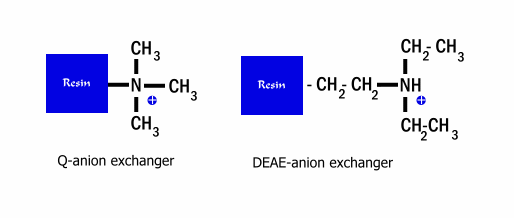
تبادل آنیونی

آنیون (به انگلیسی: Anion) به یونی گفته می‌شود که به دلیل داشتن الکترون‌های اضافی در لایه الکترونی‌اش دارای بار الکتریکی منفی باشد. به عبارتی دیگر آنیون‌ها ذراتی‌اند که یون منفی دارند و یک یا چند الکترون گرفته‌اند.

## تشکیل آنیون
با ترکیب یا پیوند یونی و با وارد شدن الکترون در قشر ظرفیتی غیر فلزات آنیون تشکیل می‌شود. در این صورت اتم‌های غیرفلز از حالت خنثی خارج شده و تبدیل به آنیون می‌شوند. به «آنیون» یون منفی هم گفته می‌شود.

## چند غیرفلز که آنیون دارند
ازت، اکسیژن و فلوئور از غیرفلزاتی هستند که در اثر قرار گیری در کنار اتم‌های فلزی در ترکیبات شیمیایی آنیون می‌دهند. این غیر فلزات به ترتیب از عناصر گروه‌های پنجم ششم و هفتم جدول تناوبی عناصر شیمیائی اند.

## قدرت آنیونی
قدرت هر آنیون بستگی به قدرت آن غیرفلز در نگه‌داشتن الکترون (های) اضافی در لایه‌های الکترونی‌اش دارد. هر چه غیرفلز تمایل بیشتری به نگه‌داشتن الکترون (های) اضافی در لایه‌های الکترونی‌اش داشته باشد قدرت آنیونی‌اش بیشتر است.

### مقایسه غیرفلزات از نظر قدرت آنیون تشکیل‌دهنده
غیرفلزات سرگروه در گروه‌های غیرفلزی در جدول تناوبی عناصر شیمیایی که در بالای این گروه‌ها جای دارند آنیون‌های قوی‌تری نسبت به غیرفلزات پایین‌تر این گروه‌ها تشکیل می‌دهند.

## دی‌آنیون
آنیون‌هایی که دارای دو بار منفی باشند را دی‌آنیون می‌نامند مانند اگزالات.